# Castelvecchio Pascoli
Castelvecchio Pascoli es una frazione italiana de la comuna de Barga, en la provincia de Lucca, región de Toscana, localizada a 30 km al norte de Lucca; está en el valle de Serchio, donde el poeta Giovanni Pascoli compró la casa "Cardosi-Carrara".

## Historia
Giovanni Pascoli pasó mucho tiempo en Castelvecchio, dedicándose a la poesía y los estudios en literatura clásica: en su casa-museo podemos ver los tres escritorios donde trabajó en Latín, Griego e Italiano. Aquí parecía que finalmente había reconstruido el "nido" destruido San Mauro.
La casa-museo de Pascoli todavía se visita hoy. Giovanni Pascoli y su hermana Mariù están enterrados en la capilla adyacente.

## Monumentos y lugares de interés
- Casa Museo Pascoli